# Penyak
Penyak is een bestuurslaag in het regentschap Bangka Tengah van de provincie Bangka-Belitung, Indonesië. Penyak telt 3333 inwoners (volkstelling 2010).